# Prvenstvo Osječkog nogometnog podsaveza – I. razred 1938./39.
I. razred prvenstva Osječkog nogometnog podsaveza u sezoni 1938./39.  
 
Sudjelovalo je osam klubova, a prvak je bila "BATA" iz Borova (kasnije dio Vukovara). 

## Sustav natjecanja
Osam klubova je igralo dvokružnu ligu (14 kola). 
 
Prvak podsaveza je potom stekao plasman u kvalifikacije (prednatjecanje) za Državno prvenstvo. 

## Ljestvica
| mj. | klub             | ut. | pob. | ner. | por. | gol+ | gol- | bod |                                    |
| --- | ---------------- | --- | ---- | ---- | ---- | ---- | ---- | --- | ---------------------------------- |
| 1.  | BATA Borovo      | 14  | 12   | 2    | 0    | 67   | 12   | 56  | kvalifikacije za Državno prvenstvo |
| 2.  | Slavija Osijek   | 14  | 12   | 1    | 1    | 68   | 11   | 25  |                                    |
| 3.  | Elektra Osijek   | 14  | 6    | 2    | 6    | 27   | 26   | 14  |                                    |
| 4.  | Hajduk Osijek    | 14  | 7    | 0    | 7    | 33   | 39   | 14  |                                    |
| 5.  | Gvoždar Osijek   | 14  | 7    | 0    | 7    | 29   | 50   | 14  |                                    |
| 6.  | Građanski Osijek | 14  | 4    | 2    | 8    | 25   | 38   | 10  |                                    |
| 7.  | Olimpija Osijek  | 14  | 2    | 1    | 11   | 18   | 46   | 5   |                                    |
| 8.  | Grafičar Osijek  | 14  | 2    | 0    | 12   | 13   | 58   | 4   |                                    |

- Borovo (kasnije Borovo Naselje) – danas dio naselja Vukovar

## Rezultatska križaljka
| kratica | klub             | BATA | ELE | GRĐ | GRF | GVO | HAJ | OLI | SLA |
| --- | ---------------- | ---- | --- | --- | --- | --- | --- | --- | --- |
| BATA | BATA Borovo      |      |     |     |     |     |     |     |     |
| ELE | Elektra Osijek   |      |     |     |     |     |     |     |     |
| GRĐ | Građanski Osijek |      |     |     |     |     |     |     |     |
| GRF | Grafičar Osijek  |      |     |     |     |     |     |     |     |
| GVO | Gvoždar Osijek   |      |     |     |     |     |     |     |     |
| HAJ | Hajduk Osijek    |      |     |     |     |     |     |     |     |
| OLI | Olimpija Osijek  |      |     |     |     |     |     |     |     |
| SLA | Slavija Osijek   |      |     |     |     |     |     |     |     |
| |                  |      |     |     |     |     |     |     |     |
| podebljan rezultat - utakmice od 1. do 7. kola (1. utakmica između klubova) rezultat normalne debljine - utakmice od 8. do 14. kola (2. utakmica između klubova) rezultat nakošen - nije vidljiv redoslijed odigravanja međusobnih utakmica iz dostupnih izvora rezultat smanjen * - iz dostupnih izvora nije uočljiv domaćin susreta prekrižen rezultat - poništena ili brisana utakmica p - utakmica prekinuta 3:0 p.f. / 0:3 p.f. - rezultat 3:0 bez borbe n.i. - nije igrano |                  |      |     |     |     |     |     |     |     |

 Izvori: